# Природний експеримент
Природний експеримент — це емпіричне дослідження, в якому особи (або скупчення особин) піддаються експериментальним та контрольним умовам, які визначаються природою або іншими факторами, не залежними від дослідників. Процес управління експозицією, можливо, нагадує випадкове призначення. Таким чином, природні експерименти є спостережними дослідженнями і не є контрольованим у традиційному розумінні рандомізованим експериментом. Природні експерименти є найкориснішими, коли була чітко визначена експозиція, що включає чітко визначену субпопуляцію (і відсутність експозиції у подібній субпопуляції), така, що зміни результатів можуть бути правдоподібно пов'язані з експозицією. У цьому сенсі різниця між природним експериментом та не експериментальним спостережним дослідженням полягає в тому, що перше включає порівняння умов, що прокладають шлях для причинно-наслідкового висновку, а друге — ні.
Природні експерименти застосовуються як план дослідження, коли контрольований експеримент здійснити надзвичайно важко або неетично, наприклад, у ряді дослідницьких областей, що стосуються епідеміології (наприклад, оцінка впливу на здоров'я різного ступеня впливу іонізуючого випромінювання у людей, які мешкали поблизу Хіросіми під час атомного вибуху) та економіки (наприклад, оцінка економічної віддачі від суми навчання у дорослих американців).

## Історія

Мапа Джона Сноу кластеризації випадків холери у Сохо під час епідемії 1854 року у Лондоні

Одним із найвідоміших ранніх природних експериментів був спалах холери 1854 на Брод-стріт у Лондоні, Англія. 31 серпня 1854 року холера спалахнула у Сохо. Протягом наступних трьох днів біля Брод-стріт загинуло 127 людей. До кінця спалаху загинуло 616 людей. Лікар Джон Сноу визначив джерело спалаху як найближчу загальнодоступну водокачку, використовуючи мапу смертей та хвороб, яка виявила кластер випадків навколо насосу.
У цьому прикладі Сноу виявив сильний зв'язок між використанням води з насоса та смертю та хворобами внаслідок холери. Сноу виявив, що Southwark and Vauxhall Waterworks Company, яка постачала воду в райони з високим рівнем захворюваності, отримувала воду з Темзи нижче за течією, від місця звідки неочищені стічні води скидалася в річку. Навпаки, райони, куди постачалась вода від Lambeth Waterworks Company, яка отримувала воду вище за течією від скидів стічних вод, мали низький рівень захворіваності. Враховуючи майже безсистемний клаптиковий розвиток системи водопостачання в середині XIX століття в Лондоні, Сноу розглядав події як «експеримент … у найбільшому масштабі». Звичайно, вплив забрудненої води не був під контролем жодного вченого. Тому цей вплив було визнано природним експериментом.

## Останні приклади

### Розмір сім'ї
Мета дослідження Ангріст та Еванс (1998) полягала в оцінці впливу розміру сім'ї на результати праці матері на ринку праці. Принаймні з двох причин кореляція між розміром сім'ї та різними результатами (наприклад, заробітками) не повідомляє нам про те, як розмір сім'ї причинно впливає на результати ринку праці. По-перше, як на результати ринку праці, так і на розмір сім'ї можуть впливати неспостережувані «треті» змінні (наприклад, особисті уподобання). По-друге, самі результати ринку праці можуть вплинути на розмір сім'ї (так звана «зворотна причинність»). Наприклад, жінка може відкласти народження дитини, якщо вона отримує підвищення на роботі. Автори зауважили, що у сімей з двома дітьми, у яких є або двоє хлопчиків, або дві дівчинки, значно більша ймовірність мати третю дитину, ніж у дводітної сім'ї з одним хлопчиком та однією дівчинкою. Тоді стать перших двох дітей є свого роду природним експериментом: це так, ніби експериментатор випадковим чином призначив одним сім'ям двох дітей, а іншим — трьох. Тоді автори змогли достовірно оцінити причинний ефект народження третьої дитини на результати ринку праці. Ангріст та Еванс виявили, що виношування дитини має більший вплив на бідних та менш освічених жінок, ніж на високоосвічених жінок, хоча вплив на заробіток третьої дитини, як правило, зникає до 13-го дня народження цієї дитини. Вони також виявили, що народження третьої дитини мало впливало на заробіток чоловіків.

### Ігрові шоу
У рамках економіки ігрові шоу — це часто вивчена форма природного експерименту. Хоча ігрові шоу можуть здаватися штучним контекстом, їх можна вважати природними експериментами через те, що контекст виникає без втручання вченого. Ігрові шоу використовувались для вивчення широкого кола різних типів економічної поведінки, таких як прийняття рішень під загрозою та кооперативна поведінка.

### Заборона куріння
У Гелені, Монтана заборона на куріння діяла у всіх громадських приміщеннях, включаючи бари та ресторани, протягом шести місяців з червня 2002 року по грудень 2002 року. Гелена географічно ізольована і обслуговується лише однією лікарнею. Дослідники відзначили, що рівень інфарктів впав на 40 %, коли діяла заборона на куріння. Противники закону наполягли, щоб через півроку призупинити виконання закону, після чого рівень серцевих нападів знову зріс. Це дослідження було прикладом природного експерименту, який називається перехресним дослідженням, коли експозиція на час знімається, а потім повертається. Дослідження також потенційно припускає, що нездатність контролювати змінні в природних експериментах може перешкодити дослідникам робити чіткі висновки. Критики стверджували, що особливо великий відсоток коливань темпів інфаркту міокарда, ймовірно, обумовлений випадковістю, враховуючи невелику чисельність популяції.

### Випробування ядерної зброї
Випробування ядерної зброї викидало в атмосферу велику кількість радіоактивних ізотопів, деякі з яких могли вбудовуватися в біологічні тканини. Викидання припинилося після Договору про часткову заборону ядерних випробувань у 1963 році, який забороняв атмосферні ядерні випробування. Це нагадувало широкомасштабний експеримент з проходженням імпульсу, але не могло бути проведено як звичайний експеримент на людях через наукову етику. Було можливим кілька видів спостережень (у людей, народжених до 1963 р.), наприклад, визначення швидкості заміщення клітин у різних тканинах людини.

### Проєкт війни у В'єтнамі
Важливим питанням в економічних дослідженнях є те, що визначає заробіток. Ангріст (1990) оцінив вплив військової служби на доходи за життя. Використовуючи статистичні методи, розроблені в економетриці, Ангріст використав приблизне випадкове призначування Проєктом лотереї війни у В'єтнамі як інструментальну змінну, пов'язану з правом на участь лише військових. Оскільки багато факторів дозволяють передбачити, чи служить хтось на військовій службі, проєкт лотереї створює природний експеримент, коли призваних до військової служби можна порівняти з тими, хто не був призваний, оскільки ці дві групи не повинні суттєво відрізнятися до проходження військової служби. Ангріст виявив, що заробіток ветеранів в середньому був приблизно на 15 відсотків менше заробітку не ветеранів.

### Промисловий меланізм
З Промисловою революцією у XIX столітті багато видів метеликів, включаючи добре вивченого П'ядуна березового, відповіли на забруднення атмосфери промисловістю навколо міст діоксидом сірки та сажею різким збільшенням частоти темних форм у порівнянні з колишніми рясними блідими, рябими формами. У ХХ столітті, коли регулювання покращувалось, а забруднення падало, створились умови для широкомасштабного природного експерименту, тенденція до промислового меланізму була змінена, і меланічні форми швидко стали рідкісними. Цей ефект привів еволюційних біологів Л. М. Кука та Дж. Р. Г. Тернера до висновку, що «природний відбір є єдиним достовірним поясненням загального спаду».